# كاتي ميتشيل
كاتي ميتشيل (بالإنجليزية: Katie Mitchell)‏ هي مخرجة بريطانية، ولدت في 23 سبتمبر 1964 في ريدنغ في المملكة المتحدة.

## وصلات خارجية
- كاتي ميتشيل على موقع IMDb (الإنجليزية)
- كاتي ميتشيل على موقع مونزينجر (الألمانية)
- كاتي ميتشيل على موقع ميوزك برينز (الإنجليزية)
- كاتي ميتشيل على موقع قاعدة بيانات الفيلم (الإنجليزية)
- كاتي ميتشيل على موقع كينوبويسك (الروسية)